# Бетани Бенц
Бетани Бенц (на английски: Bethany Benz) е американска порнографска актриса.

## Биография
Родена е на 1 декември 1986 г. в Киев, СССР. На 12-годишна възраст емигрира със семейството си в САЩ. Започва кариерата си като модел с името Кавиар, представяйки се за списания като Jet, Motorsports и Rolling Out и се появява в музикални клипове за Twista, Snoop Dogg и R. Kelly. Като Кавиар, тя е най-добре позната като състезател в първия сезон на предаването на VH1 Reality For the Love of Ray J. Тя е елиминирана в четвъртия епизод на шоуто.
През юли 2010 г. влиза в индустрията за възрастни със сценичното име Бетани Бенц. През септември същата година, докато снима филм с Принс Яшуа се случва инцидент по време на секс сцена с нея, когато той претърпява фрактура на пениса с разкъсана уретра.